# Équipe de Tunisie de hockey sur glace
L'équipe de Tunisie de hockey sur glace est la sélection des meilleurs joueurs tunisiens de hockey sur glace, elle est gérée par l'Association tunisienne de hockey sur glace. En 2018, celle-ci est membre associée de l'IIHF mais n'est pas classée.

## Historique
L'Association tunisienne de hockey sur glace est fondée en 2009, mais celle-ci n'a pas encore rejoint la Fédération internationale de hockey sur glace ni n'a obtenu le statut de fédération nationale auprès du ministère tunisien de la Jeunesse et des Sports. Par ailleurs, la Tunisie ne dispose pas en 2016 de patinoire si ce n'est de toutes petites surfaces d'environ 250 mètres carrés.
Dans la foulée, l'association tente durant plusieurs années d'identifier des joueurs d'origine tunisienne à travers le monde et les invite à représenter la Tunisie.
L'équipe, constituée de joueurs provenant du Québec, de France, de Finlande, de Suède, d'Allemagne et de Belgique et entraînée par l'ancien joueur professionnel finlandais Vesa Surenkin, fait ses débuts le 14 juin 2014 en jouant son premier match amical à Courbevoie (France) contre les Coqs de Courbevoie, ancien club du président de l'association. La sélection subit une courte défaite sur le score de 5-6.
Deux ans plus tard, la sélection participe à la première coupe d'Afrique de hockey sur glace organisée par la Fédération royale marocaine de hockey sur glace du 24 au 31 juillet au Maroc. Elle remporte la compétition face aux Marocains des Capitals de Rabat.

## Effectif
| No    | Nom                | Position  | Club                       |  |
| ----- | ------------------ | --------- | -------------------------- |  |
| +023, | Adrien Khelil      | Gardien   | Sangliers Arvernes         |  |
| +014, | Mehdi Belhassen    | Défenseur | Caribous de Seine-et-Marne |  |
| +010, | James Hedhli       | Attaquant |                            |  |
| +008, | Scander Menasri    | Attaquant | Red Dragons Regen          |  |
| +017, | Vincent Elbaze     | Attaquant | Coqs de Courbevoie         |  |
| +021, | Amine El Fahem - C | Attaquant | Antwerp Phantoms           |  |
| +007, | Adrien Sebag       | Attaquant | Adrian College Black       |  |
| +081, | Achraf Znaki       | Attaquant |                            |  |
| +027, | Nathan Benmessaoud | Attaquant | Hockey Club de Brest       |  |
| +015, | Michel Kobbi-Moran | Attaquant |                            |  |

## Résultats

### Coupe arabe
- 2018 - [14]

### Coupe d'Afrique
- 2016 -

### Bilan des matchs internationaux
| Adversaire                | Matchs joués | Matchs gagnés | Matchs nuls | Matchs perdus | Buts marqués | Buts encaissés | Différence |
| ------------------------- | ------------ | ------------- | ----------- | ------------- | ------------ | -------------- | ---------- |
| Club olympique Courbevoie | 1            | 0             | 0           | 1             | 5            | 6              | -1         |
| Anubis du Caire           | 2,           | 2             | 0           | 0             | 32           | 4              | +28        |
| Corsaires d’Alger         | 2,           | 2             | 0           | 0             | 19           | 9              | +10        |
| Bears de Casablanca       | 1            | 1             | 0           | 0             | 11           | 8              | +3         |
| Capitals de Rabat         | 1            | 1             | 0           | 0             | 8            | 7              | +1         |
| Abu Dhabi Storms          | 1            | 0             | 0           | 1             | 2            | 11             | -9         |
| Liban (en)                | 1            | 0             | 0           | 1             | 3            | 10             | -7         |
| Total                     | 9            | 6             | 0           | 3             | 81           | 56             | +25        |